# Hot Space
Hot Space is een muziekalbum van de Britse rockband Queen. Het werd voor het eerst uitgegeven in het jaar 1982 en wijkt in vergelijking met voorgaande albums af van de "klassieke" rockstijl. De speelstijl die band op Hot Space heeft meer weg van pop, disco- en funkmuziek , hoewel hier al op voorganger The Game mee werd geëxperimenteerd. Dit maakte het album minder bekend bij het brede publiek en minder geliefd bij de fans. Alleen Under Pressure, een duet met zanger David Bowie, wordt nog regelmatig op radio en tv gespeeld
Negen jaar later, in 1991, werd het album op cd uitgegeven. Ditmaal met een extra track: een remix van Susan Rogers van het lied Body Language.

## Tracklijst
1. Staying Power - (Mercury) (4:10)
2. Dancer - (May) (3:46)
3. Back Chat - (Deacon) (4:31)
4. Body Language - (Mercury) (4:29)
5. Action This Day - (Taylor) (3:32)
6. Put Out the Fire - (May) (3:18)
7. Life Is Real (Song for Lennon) - (Mercury) (3:28)
8. Calling All Girls - (Taylor) (3:50)
9. Las Palabras de Amor (The Words of Love) - (May) (4:26)
10. Cool Cat - (Deacon en Mercury) (3:26)
11. Under Pressure - (Queen en David Bowie) (4:02)

## Bonus Track (1991)
1. Body Language (Remix door Susan Rogers)(Mercury) (4:45)